# Turner Classic Movies Europa de Nord
Turner Classic Movies a emis în Europa de Nord odată cu Cartoon Network (Europa) ca un canal partajat. La 15 decembrie 1999, TNT Classic Movies și-a schimbat numele în TCM. La începutul lui 2009, ca și canalele Turner Classic Movies din toată lumea, a adoptat un nou logo cu un nou look. Din 1 ianuarie 2014 (anul nou) TCM își închide canalele în Țările de Jos și Finlanda, iar din 1 iunie 2017 (ziua copilului), TCM Nordic și-a încetat emisia în Nordul Europei.
Canalul emitea zilnic în limba engleză cu subtitrări în daneza, olandeză (sau neerlandeză), norvegiană, suedeză și finlandeză.